# Nelson, Wisconsin
Nelson là một làng thuộc quận Buffalo, tiểu bang Wisconsin, Hoa Kỳ. Năm 2006, dân số của làng này là 395 người.